# Arboretum Hoogvliet

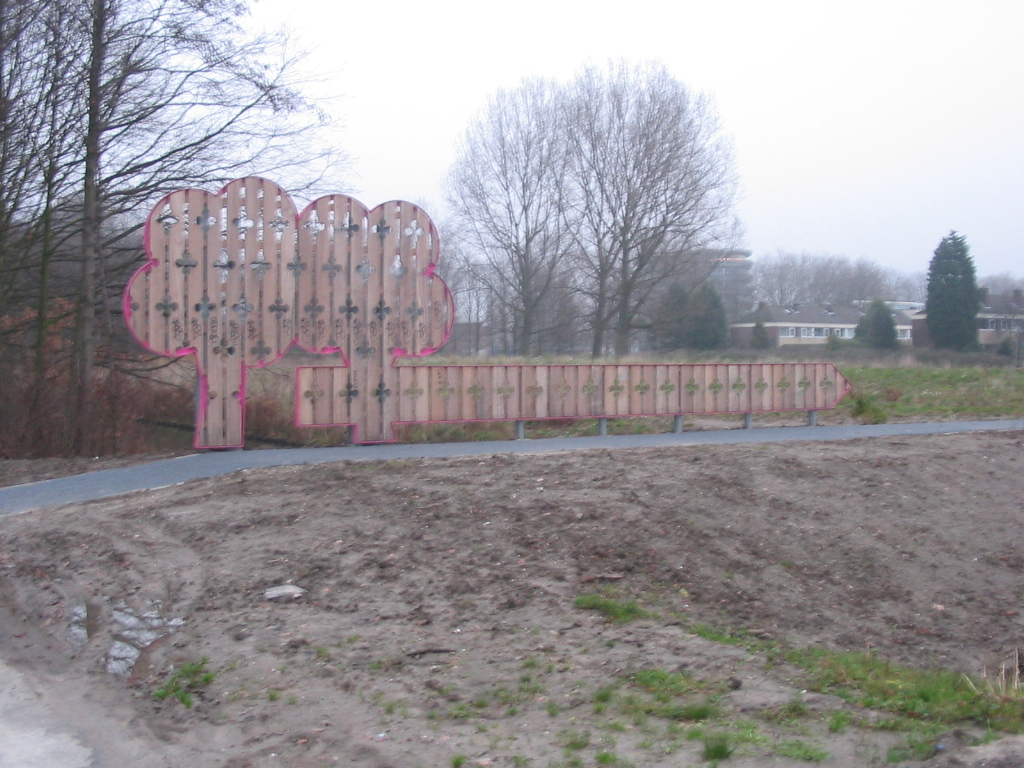
Ingang van het arboretum

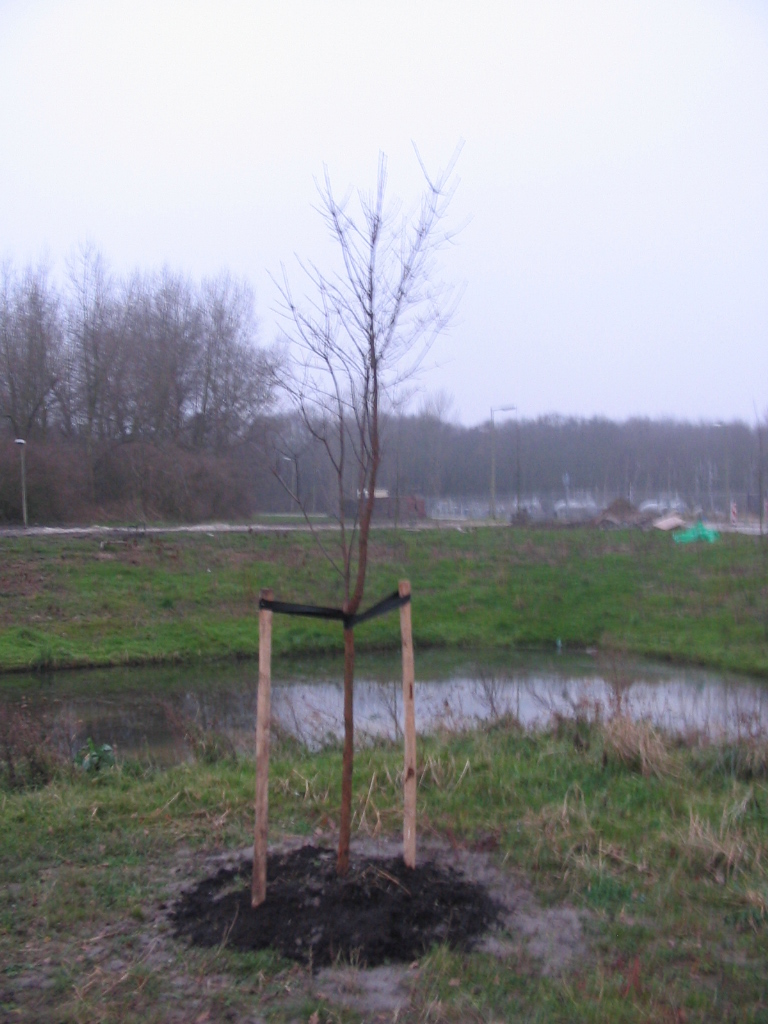
De Papieresdoorn vlak na het planten

Het Arboretum Hoogvliet is een arboretum waarmee men in 2006 is begonnen met het planten van jonge bomen. De mammoetboom is de eerste boom die geplant is. Dit gebeurde op zaterdag 16 september 2006. Het arboretum is onderdeel van het recreatiepark de Heerlijkheid Hoogvliet. Het arboretum bevindt zich in de wijk Westpunt. Ook vind je op een steenworp afstand het recreatie- en natuurgebied het Ruigeplaatbos.
De bomenverzameling bestaat nu uit de volgende 14 bomen:
- Zanthoxylum simulans ‘perforatum’ ofwel de kiespijnboom
- Sophora dotheana ofwel de honingboom
- Diospyros lotus ofwel de godenpeer
- Maackia amurensis
- Clerodendrum trichotomum ofwel de pindakaasboom of kansenboom
- Phellodendron chinense ofwel de kurkboom
- Populus lasiocarpa ofwel de grootbladige populier
- Juglans ailantifolia cordiformis ofwel de bitternoot
- Ptelea trifoliata ofwel de Lederboom
- Catalpa × erubescens 'purpurea' ofwel de purperbladige trompetboom
- Sequoiadendron giganteum ofwel de mammoetboom
- Magnolia acuminata ofwel de beverboom
- Prunus yedoensis ‘Ivensii’ ofwel de yoshino-kers
- Acer griseum ofwel de papieresdoorn